# フィーバー・ドラゴン・ネオ
FEVER DRAGON NEO（フィーバー・ドラゴン・ネオ)は小田竜世が主宰する演劇団体。

## 概要
前身の劇団「フィーバー・ドラゴン」解散ののち、旗揚げ。

## 所属メンバー
小田竜世
大多和愛子
井上貴代
小山洋平
吉田智美

## かつて所属していたメンバー
KAORUフリーの女子プロレスラー。役者としての活動の際にのみフィーバー・ドラゴン・ネオ所属扱いだった。
植松寿絵プロレスリングWAVE所属の元女子プロレスラー。役者としての活動の際にのみフィーバー・ドラゴン・ネオ所属扱いだった。
樹
遠山奈都子
枝野ネロ（小澤源から改名）

## 過去の上演作品
vol.1「CROSS」2004年6月、シアターサンモールにて上演。
vol.2「CRASH」2005年6月、シアターサンモールにて上演。
vol.3「AREA」2006年11月、シアター風姿花伝にて上演。ラブファンタジー。
vol.4「RING」2007年10月、東京芸術劇場小ホール1にて上演。女子プロレスがテーマ。現役プロレスラーのKAORU、植松寿絵が出演。
vol.5「RING 〜Starting Over〜」2008年8月、大阪のin→dependent theatre 2ndにて上演。前回の「RING」の続編。前回出演のKAORU、植松寿絵と共に、現役プロレスラーの栗原あゆみが出演。
vol.6「FAKE 〜偽りの顔〜」2008年11月、笹塚ファクトリーにて上演。死んだはずの織田信長が亡霊となって甦るという時代劇ホラー的作品。剛たつひとが客演。
vol.7「FEEL SO GOOD」2009年8月、三井ガーデンホテル船橋ららぽーとにて上演。3話のオムニバス作品を客演なしの劇団メンバーのみで上演。
vol.8「RING 〜DESTINY〜」東京は2009年10月、笹塚ファクトリーにて、大阪は2009年11月、in→dependent theatre 2ndにて上演。2007年から続くRINGシリーズの続編。東京公演と大阪公演では上演内容が若干異なる。
vol.9「3on3」2010年8月、三井ガーデンホテル船橋ららぽーとにて上演。前年に引き続き3話のオムニバス作品を客演なしの劇団メンバーのみで上演。
vol.10「RING 〜VALKYRIE〜」2010年10月、東京・笹塚ファクトリーおよび大阪・世界館にて上演。2007年から続くRINGシリーズの第4作。
vol.11「RING 〜KIZUNA〜」2011年10月、東京・笹塚ファクトリーにて上演。2007年から続くRINGシリーズのファイナル。長与千種が特別出演。
vol.12「SUDEGORO」2012年9月、東京・笹塚ファクトリーにて上演。戦国時代、上杉軍と織田軍の対決を描く。
vol.13「Zと偶数と」2013年10月、東京・笹塚ファクトリーにて上演。医療サスペンス。
vol.14「鎖と肖像とウサギの夜」2014年10月、東京・笹塚ファクトリーにて上演。ヒューマンサスペンス。速水今日子が客演。楽日の前売券が完売となった。
vol.15「Jack's Magic」2015年10月、東京・笹塚ファクトリーにて上演。やがて１つに繋がっていく現代と戦後の物語が同時進行で描かれるヒューマンサスペンス。
vol.16「贋作・リチャード三世『竜眼の漢』〜悪漢金融浪漫〜」2016年11月、東京・d倉庫にて上演。シェイクスピアのリチャード三世をベースにした金融ドラマ。
vol.17「畳屋の女房〜小説家・多々良聡一の滑稽な日々〜」2017年8月、東京・シアターKASSAIにて上演。若年性認知症を患う小説家が進行する病状と向き合いながら、妻や周りの人々と共に生きていく様を描く。出演は塩崎こうせい、小池真名実ほか。
vol.18 「不屈者〜時代を支えた男達〜」2018年10-11月、東京・d倉庫にて上演。黒部ダム建設に伴うトンネル掘削工事に従事する男達とその周りの人々の物語。出演は塩崎こうせい、若尾桂子、さひがしジュンペイ、藤田圭子、渡辺陽子ほか。
後日、上演映像がDVD化され、それに伴う上映会イベントが2019年6月8日、東京・LIVE space animaにて開催された。
vol.19「砲弾家族〜さちの物語〜」2020年10月、下北沢にて上演。出演は塩崎こうせい、小池創、のもとあき、岸本尚子、他。